# 杰恩·塞克
凯瑟琳·杰恩·塞克（英語：Katherine Jayne Secker；1972年7月12日—）是英国天空新闻台记者兼主播，自2014年9月起主持该台新闻节目《今日》（科林·布拉泽亦曾主持）。

## 早年生活
塞克于1972年生于諾森伯蘭郡贝德林顿，在东北英格兰成长。其母凯蒂·塞克是泰恩提茲电视台和英国广播公司纽卡斯尔广播电台播音员。
在韦斯特菲尔德学校修完A级课程后，她于斯特灵大学攻读电影及媒体学位课程。期间其参与学生报刊的编辑工作并在英国广播公司纽卡斯尔广播电台完成实习。毕业后，她于1996年成为英国广播公司指定实习生。

## 工作生涯
塞克于2002年加盟天空新闻台。其曾担任驻外记者十年，时常于中东等战区进行报道。
2014年，因节目安排变动，《今日》开播，由塞克和科林·布拉泽主持。
其于国际空间站对宇航员蒂姆·皮克进行了首次电视直播采访。

## 争议
2019年4月，塞克在接受采访时就“无过错驱逐”发表的言论招致批评。观众指责她对住房运动人士柯斯蒂·阿彻的提问“傲慢”且“麻木不仁”。

## 个人生活
塞克有一长兄，大卫。她与多姆结婚，育有二子：雅克和塞布。
其母凯西·塞克是知名广播电视主持人，2015年去世，享年70岁。塞克还创办了慈善机构 “东北恩典之家”，并为该机构的赞助者。